# The Abdication
Pour plus de détails, voir Fiche technique et Distribution.
The Abdication est un film britannique réalisé par Anthony Harvey en 1974.

## Synopsis
Ce film raconte l'amour de la reine Christine de Suède pour le cardinal Decio Azzolino, secrétaire d'État du pape Clément IX.

## Fiche technique
- Titre original et français : The Abdication
- Réalisation : Anthony Harvey
- Scénario : Ruth Wolff
- Production : James Cresson, Robert Fryer (en) et William Hill (assistant producteur)
- Musique : Nino Rota
- Pays d'origine : Royaume-Uni
- Format : couleur
- Durée : 103 minutes
- Genre : Drame historique
- Date de sortie : 3 octobre 1974

## Distribution
- Peter Finch : le cardinal Decio Azzolino
- Liv Ullmann : Christine de Suède
- Cyril Cusack : Le chancelier Axel Oxenstierna
- Paul Rogers : Altieri
- Graham Crowden : Cardinal Barberini
- Michael Dunn : Le nain
- Kathleen Byron : La reine-mère
- Lewis Fiander : Père Dominique
- Harold Goldblatt : Pinamonti
- Tony Steedman (en) : Carranza
- Ania Marson : Ebba Sparre
- Edward Underdown : Gustave II Adolphe